# Awraba
De Awraba (in het Berbers: ⵉⵡⵔⴰⴱⵏ (Iwraben)) zijn een Berberstam uit Marokko, onderdeel van de Berberstam Branès. Ze staan vooral bekend om hun strijd, onder leiding van (Aksel) Koceïla, tegen de islamitische verovering van de Maghreb door de Arabieren in de zevende eeuw. Ze zijn te vinden in de Maghreb al-Aqsa, waar ze vervolgens in de achtste eeuw deelnamen aan de oprichting van de Arabische Idrisiden-staat. Tegenwoordig bestaat een Awraba-stam in de provincie Taza, ten oosten van Volubilis (Branès). De stam zou ten tijde van de Almohaden weggetrokken zijn uit Algerije als gevolg van massale volksverhuizingen.

## Oorsprong
De stam had een pre-islamitische aanwezigheid in Libië. Met de komst van de moslimlegers, sloot de stam zich aan bij de strijd van de Berberse leider Koceila tegen de Arabieren. Hun aanwezigheid in Koceila's leger was zo prominent, dat de Arabische bronnen vaak spraken over 'de koning van de Awraba' als ze het over Koceila hadden.
Nadat Koceila werd verslagen door de Ommayaden in 686, verspreidde de stam zich over grote delen van Noord-Afrika. Een belangrijk deel vestigde zich in het Aures gebied van Noordoost Algerije (omgeving Batna en Tébessa).

## De Awraba in Marokko
Een deel van deze Aures stamleden trok verder naar Marokko, waar zij zich in de Romeinse stad Volubilis (of Walili) en haar omgeving vestigden. Na een bloederig conflict in Irak, vluchtte de jonge Arabische prins Idris I in het jaar 780 (30 jaar na de verdrijving van de Omajjaden) naar het huidige Marokko. Daar kwam hij aan in Tanger, vanwaar hij zijn reis vervolgde naar Volubilis.
In Volubilis was het dat Idris I, als afstammeling van Mohammed, werd verwelkomd door de Awraba en door hen werd aangesteld als imam. Later werd hij door de Awraba ook aangewezen als hun politieke leider. In zijn korte heerschappij lukte het hem om erkend te worden door de belangrijkste Berberstammen van Noord-Marokko (de Ghiata, de Ghomara, de Miknasa, Nafzaoua, de Sedrata en Zenata).
Idris I trouwde met de dochter van een Awraba-leider, die hem vlak na zijn dood een zoon schonk, Idris II. De Awraba en de andere Berberstammen zwoeren ook Idris II trouw, waarmee de Idrisiden-dynastie geboren was.

## De Awraba nu
Tegenwoordig bestaat een Awraba-stam in de Taza-regio, ten oosten van Volubilis. De stam zou ten tijde van de Almohaden weggetrokken zijn als gevolg van massale volksverhuizingen. De Adjouka van Ksar-el-Kebir stamt ook af van de Awraba.